# Hamadryas (mytologi)
Hamadryas var stammodern till de första hamadryaderna i grekisk mytologi.
Hon var dotter till bergsguden Oreios och var gift med sin egen bror Oxylos. Tillsammans med brodern fick hon åtta döttrar sin var de första hamadryaderna; Karya, Balanos, Kraneia, Morea, Aigeiros, Ptelea, Ampelos och Sykê. Alla döttrarna hade en egen växt- eller trädart.